# De Bello Alexandrino
De Bello Alexandrino (também Bellum Alexandrinum; Sobre a Guerra Alexandrina) é uma obra latina que continua os comentários de Júlio César, De Bello Gallico e De Bello Civili. Ele detalha as campanhas de César em Alexandria e na Ásia.

## Autoria
De Bello Alexandrino é seguido por De Bello Africo e De Bello Hispaniens. Esses três trabalhos encerram o corpus cesariano que relata a Guerra Civil de César. Embora normalmente coletados e encadernados com os escritos autênticos de César, sua autoria tem sido debatida desde a antiguidade. Suetônio sugere Oppio e Hírcio como possíveis autores de De Bello Alexandrino. Alfred Klotz demonstra em grande detalhe que o estilo de De Bello Alexandrino é muito semelhante ao estilo do oitavo e último livro de De Bello Gallico, que é muito comumente atribuído a Hirtius. Assim, parece provável, por motivos estilísticos, que, se foi Hirtius quem completou as Guerras da Gália, foi Hirtius também quem escreveu De Bello Alexandrino. Mas se o fez, seu conhecimento da campanha foi de segunda mão, como escreve o autor de De Bello Gallico, VIII no capítulo introdutório: "Para mim, não tive a oportunidade de participar das guerras alexandrinas e africanas" (Mihi ne illud quidem accidit, ut Alexandrino atque Africano bello interessem).
Uma recente análise estilística assistida por computador das cinco obras do corpus cesariano confirma que os livros 1-7 da Guerra da Gália e 1-3 da Guerra Civil foram escritos pelo mesmo autor (presumivelmente o próprio César), mas o livro 8 do A Guerra da Gália e os comentários da Guerra Alexandrina, Africana e Espanhola parecem diferir em estilo não apenas das próprias obras de César, mas também umas das outras; nesse caso, o De Bello Alexandrino teria sido escrito por um autor desconhecido.